# Xã Mount Carmel, Quận Northumberland, Pennsylvania
Xã Mount Carmel (tiếng Anh: Mount Carmel Township) là một xã thuộc quận Northumberland, tiểu bang Pennsylvania, Hoa Kỳ. Năm 2010, dân số của xã này là 3.139 người.